# Free Software Magazine
Free Software Magazine （別名：FSM、旧名：The Open Voice) とは自由ソフトウェアを扱う原則隔月刊のインターネット雑誌である。ほぼフリーコンテントの形態をとっている。
2004年11月にTUX Magazineの編集者だったオーストラリア人のトニー・モビリーがアメリカ合衆国に本社があるオープン・カンパニー・パートナーズによる支援の下で立ち上げた。同時に「The free magazine for the free software world」というサブタイトルがあった。

## 歴史
FSMは当初、大量生産されている紙媒体のLinux雑誌より高いSN比で紙媒体とデジタル媒体の両方で売り出すことを製作者が考案していた。このモデルでは記事は紙媒体の出版より6週間後に自由なライセンスとなっていた。オライリーメディアのonLAMP.comは「いくつかLinux雑誌は素晴らしいが、特定のLinuxユーザーの一部しか導いておらず、Free Software Magazineのような広範な権限が無い。」と評した。
しかし、印刷代や郵便代のコストが高かったため、雑誌はPDFによる電子出版のみに移行した。

### PDFバージョン史
当初は印刷可能な、手動作成によるPDFバージョンがダウンロードできる状態だった。しかし、時間的、金銭的に余裕が無くなったため2007年2月の第16号で中止され、結果的に印刷不可になった。この経緯は一部読者による反響が激しかったため、2008年3月にPDFと記事が印刷可能なPDFと全ログインユーザー向けに全ての号を収録したバージョンのPDFが用意された。これらのPDFはHTMLDOCで自動的に作成され、スタイリングとプリント可能なPDFのプレゼンテーションが不可となっている。

## 内容
FSMは通常Linux、GNUプロジェクト、自由ソフトウェア関連記事に専念しており、ソフトウェアの自由といかに保護するかに関する記事も掲載される。雑誌には3つの主要なコーナーがある。:
Power-up様々な形式による非技術的記事（インタビュー、オピニオン、書籍のレビューなど）
User spaceエンドユーザー向け記事
Hacker's code自由ソフトウェアで実現可能なことに関する技術的記事
記事の大半は自由なライセンス（一般的にクリエイティブ・コモンズ・ライセンスもしくはGNU Free Documentation License）で掲載される。いくつかの記事は逐語的コピーライセンス(verbatim-copying-only license)で掲載されている。
オンラインコンテントへのさらなる移行を維持するために、FSMは所属の著作者による自由ソフトウェアに関する政治的、哲学的、民族的側面のコラムや自由ソフトウェアのレビュー、チュートリアルに関するコミュニティや自由ソフトウェアの提唱に関する議論をブログ形式に移行している。登録ユーザーがコメントできる場所も用意されている。また「the Bizarre Cathedral」というウェブコミックも連載されている。

## Free Software Daily
Free Software Daily (FS Daily)とはFSMのスタッフが立ち上げたウェブサイトである。そのFSMスタッフが自由ソフトウェアに関する記事の要約を掲載している。当初はSlashで使用しておりスラッシュドットと酷似していた。しかし、このプロジェクトは軌道に乗る前にSlashに必要な巨大なハードウェアリソースとFSMスタッフの時間的制約が主理由として終了した。
FSMのブログはFree Software Dailyにおける当初の計画とやや違う形で運営されていた。しかしその後、FS DailyはPliggを使用したサイトとして復活した。その後Driggを使用するようになった。Driggはトニー・モビリーがFSDailyに特化する形で開発したものだったが、現在はDrupalの標準的なモジュールとなっている。
しかしながら、Free Software MagazineとFree Software Dailyは同じ目的と共通の由来を共有しているものの直接的なつながりは無くなっている。

## Free Software Magazine Press
2009年にFree Software Magazine Pressの第一弾としてテリー・ハンコック著「Achieving Impossible Things with Free Culture and Commons-Based Enterprise」を書籍とクリエイティブ・コモンズのCC BY-SAライセンス下の自由な記事のシリーズとして出版した。